# Agnes Slott-Møller
Agnes Slott-Møller (Nyboder, 10 de junio de 1862 - Løgismose, Assens, 11 de junio de 1937) fue una pintora simbolista danesa. Influida por el movimiento Prerrafaelista, fue conocida por sus trabajos sobre la historia danesa, inspirada en el folclore patrio. Su marido fue el pintor Harald Slott-Møller.

## Biografía
Agnes era hija de Jacob Heinrich Victor Rambusch (1825-1886), oficial de la Marina con el grado de comandante. De niña, estaba fascinada por la Illustreret Danmarkshistorie for Folket de Adam Fabricius, con dibujos de Lorenz Frølich. En 1878, comenzó a tomar clases de pintura en la "Escuela de Arte Industrial para Mujeres". Se graduó en 1885 y tomó lecciones adicionales con el artista P.S. Krøyer, seguidas de más lecciones con Harald Slott-Møller, con el que acabó casándose en 1888. Tras su boda, la pareja se embarcó en una gira por Italia.
En 1891, los esposos ayudaron a su amigo Johan Rohde a crear la asociación de artistas conocida como "Den Frie Udstilling". Tuvo su primera hija en 1893 y una segunda hija, en 1901, aunque murió siendo niña. En 1894, ganó un concurso para proporcionar obras decorativas a la ciudad de Copenhague. A pesar de su fervoroso nacionalismo, esta sería su única comisión oficial.
En 1904, después de algunos desacuerdos en el grupo Den Frie Udstilling, Agnes Slott-Møller reasumió sus exposiciones individuales en la muestra de primavera de Charlottenborg. Dos años más tarde, le concedieron la medalla de Eckersberg. En 1907, una pelea con los pintores de Funen, conocida como "Bondemalerstrid" (conflicto campesino del pintor), condujo a Agnes y a Harald a un aislamiento cada vez mayor de los movimientos artísticos coetáneos.
También escribió artículos y dio conferencias sobre la historia medieval danesa y sobre temas nacionalistas. En 1917, publicó Nationale Værdier (Valores nacionales) y, en 1923, Folkevise Billeder (Imágenes populares). 
En 1932 fue galardonada con la medalla Ingenio et arti.

## Selección de pinturas

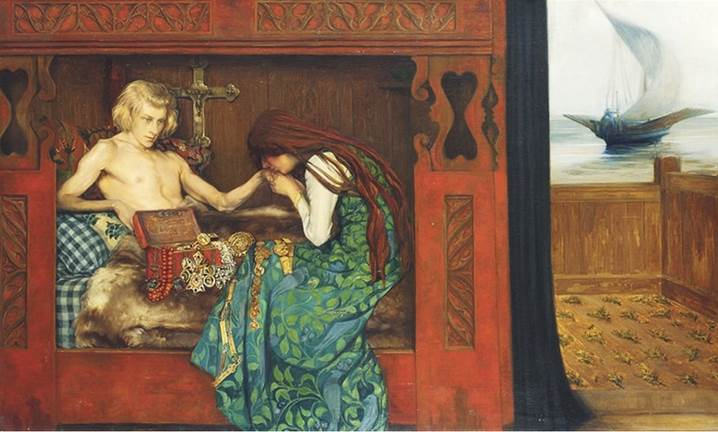
The Dying Betrothed
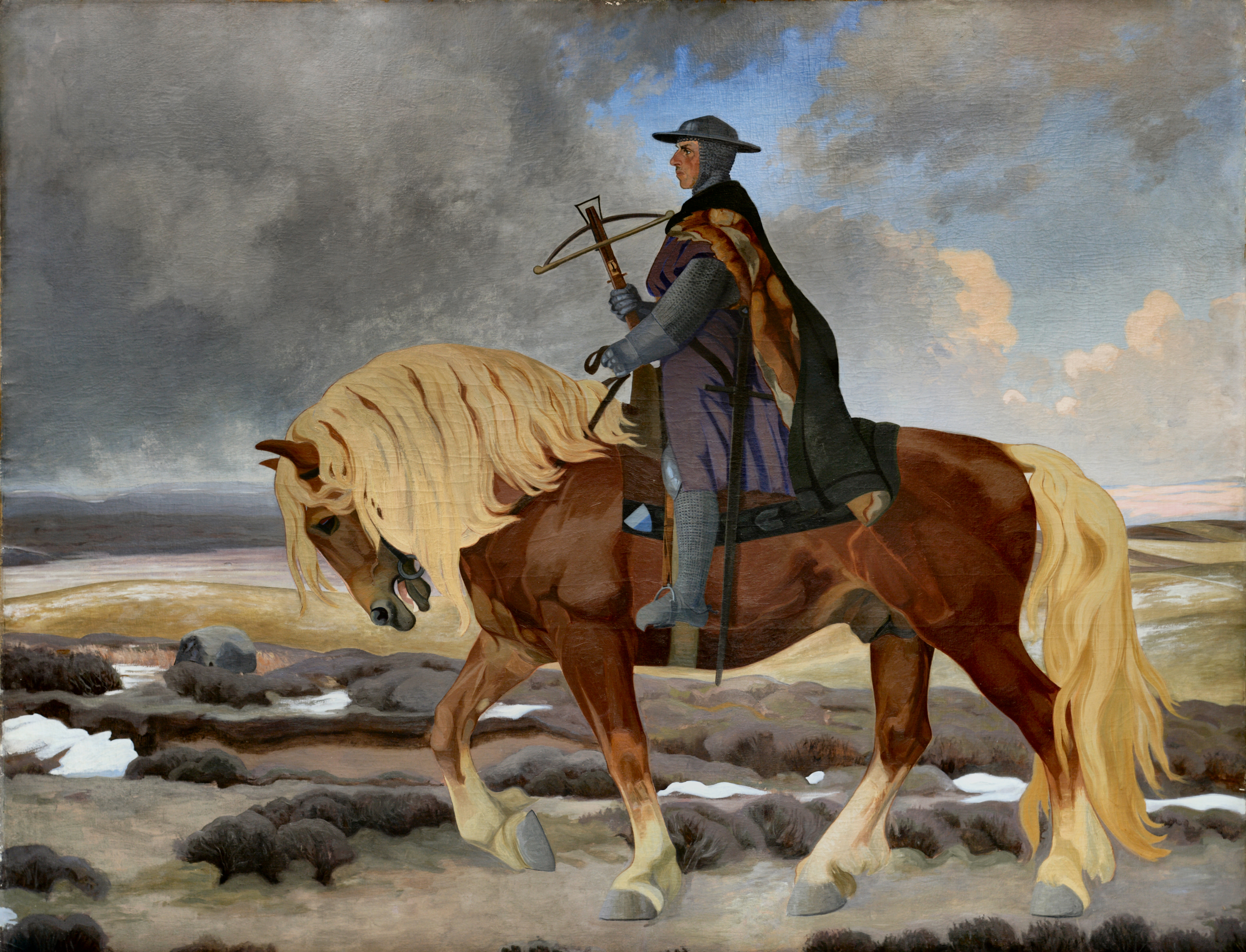
Niels Ebbesen
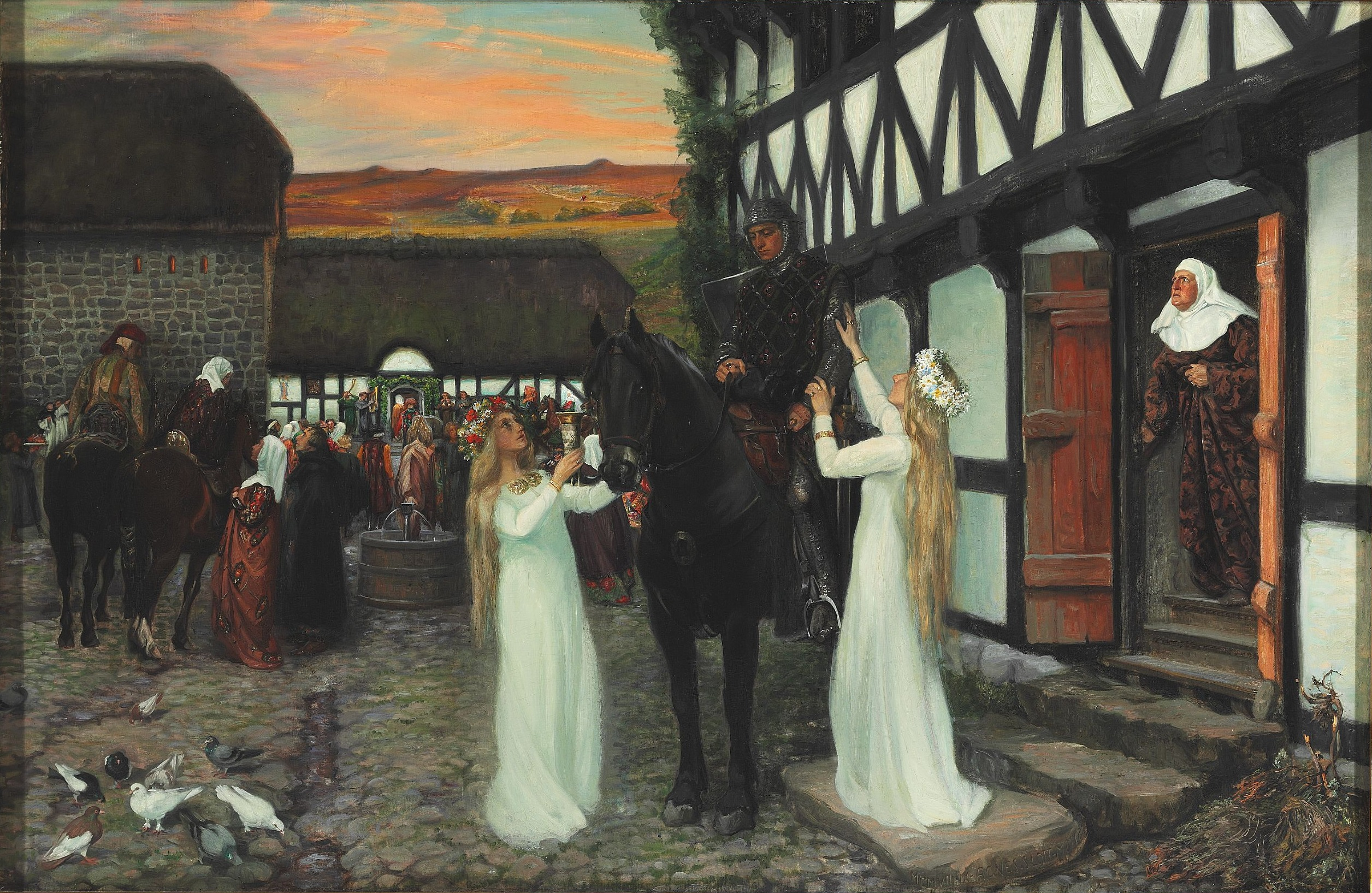
Ebbe Skammelsøn in the Wedding Yard (from a folk song)